# Placówka Straży Celnej „Wierchomla”

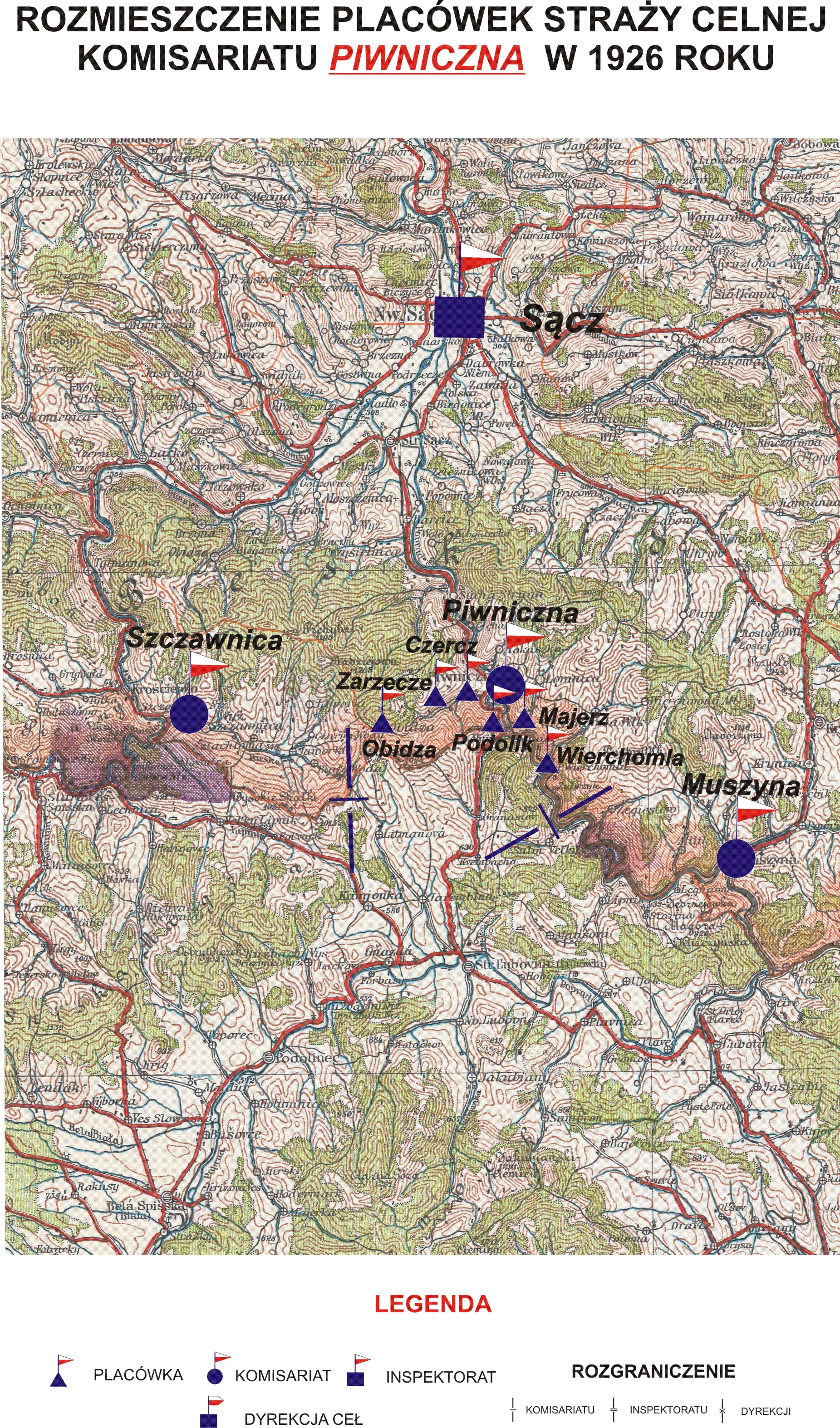
Rozmieszczenie placówek SC Komisariatu Piwniczna w 1926

Placówka Straży Celnej „Wierchomla” – jednostka organizacyjna Straży Celnej pełniąca w okresie międzywojennym służbę ochronną na granicy polsko-czechosłowackiej.

## Formowanie i zmiany organizacyjne
Na wniosek Ministerstwa Skarbu, uchwałą z 10 marca 1920 roku, powołano do życia Straż Celną. Jednostki Straży Celnej rozpoczęły przejmowanie odcinków granicy od pododdziałów Batalionów Celnych. W 1921 i 1922 roku w Muszynie stacjonował sztab 3 kompanii 8 batalionu celnego. Kompania wystawiała również placówkę w Wierchomli. Proces tworzenia Straży Celnej trwał do końca 1922 roku. Placówka Straży Celnej „Wierchomla” weszła w podporządkowanie komisariatu Straży Celnej „Piwniczna” z Inspektoratu SC „Sącz”.
W drugiej połowie 1927 roku przystąpiono do gruntownej reorganizacji Straży Celnej. W praktyce skutkowało to rozwiązaniem tej formacji granicznej. Ochronę północnej, zachodniej i południowej granicy państwa przejęła powołana z dniem 2 kwietnia 1928 roku Straż Graniczna.
Rozkazem nr 7 z 25 września 1929 roku w sprawie reorganizacji i zmian dyslokacji Małopolskiego Inspektoratu Okręgowego komendant Straży Granicznej płk Jan Jur-Gorzechowski określił numer i nową strukturę samodzielnego już komisariatu SG „Piwniczna”. Placówka SG I linii „Wierchomla” weszła w jego skład.

## Funkcjonariusze placówki
Kierownicy placówki
| stopień    | imię i nazwisko, numer    | okres pełnienia służby | kolejne stanowisko |
| ---------- | ------------------------- | ---------------------- | ------------------ |
| przodownik | Stanisław Woźniczka (130) | był w 1926             |                    |

Obsada personalna placówki w 1926:
- przodownik Stanisław Woźniczka (130)
- strażnik Władysław Rabiej (1834)
- strażnik Józef Puchelak (1833)
- strażnik Józef Chwalibóg (430)